# Cuarentena

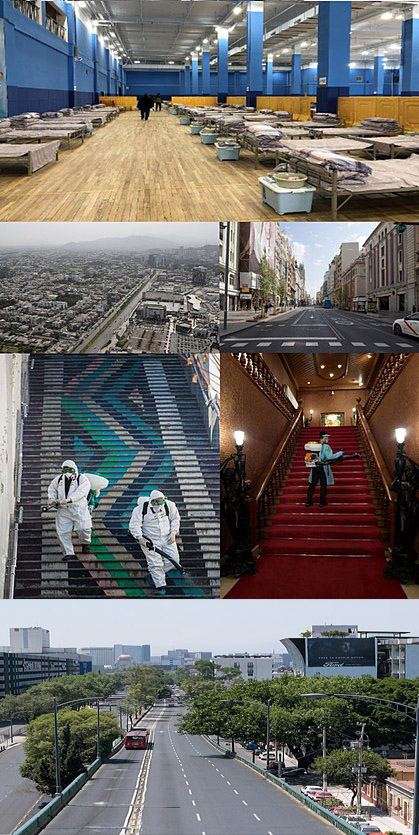
De izquierda a derecha y de arriba abajo el desarrollo de la cuarentena por pandemia de COVID-19 de 2020 en varios países: Camillas en un centro médico de Wuhan (República Popular China), calles de Lima (Perú) y Madrid (España) sin movimiento y limpieza en Teherán (Irán) y Manila (Filipinas).

La cuarentena es un término para describir el aislamiento de personas o animales durante un período de cuarenta unidades de tiempo no específico como método para evitar o limitar el riesgo de que se extienda una enfermedad o una plaga.
Por lo general, se aplica a personas que son mayores de edad o que tienen síntomas y consiste no solamente el aislamiento de los enfermos en centros específicos, sino también la aplicación de medidas de prevención como el saneamiento de lugares y objetos o el tratamiento adecuado de los cadáveres.

## Etimología
La palabra cuarentena proviene de quaranta giorni en italiano, que a su vez proviene de la palabra quadraginta en latín, que se traduce como cuatro veces diez, con origen religioso, y que se empezó a usar con el sentido médico del término con el aislamiento de 40 días que se le hacía a las personas y bienes sospechosos de portar la peste bubónica durante la pandemia de peste negra en Venecia en el siglo XIV.

## Historia
Las formas de aislamiento más antiguas conocidas son las mencionadas en el Pentateuco hace más de 3400 años, especialmente en el caso de la lepra. Hipócrates y Galeno en el siglo V a. C. aconsejaban 'Cito, Longe, Tarde', queriendo decir 'vete rápido, vete lejos y tarda en regresar'.
A partir de los siglos XIII y XIV crecen las formas de aislamiento. Las personas infectadas fueron separadas para evitar la propagación de la enfermedad entre los antiguos israelitas bajo la ley mosaica, como se establecía en el Antiguo Testamento.
Venecia tomó el liderazgo en medidas sanitarias para controlar la propagación de plagas, habiendo nombrado a tres guardianes de la salud pública en los primeros años de la peste negra (1348); empero, no fue sino hasta 1377 que el gobierno de Ragusa (Croacia) impuso la primera cuarentena moderna del mundo, limitándose esta primera iteración a 30 días y llamándola trentino, pero cumpliendo en esencia con las actuales reglas de la cuarentena. La palabra «cuarentena» se origina de la frase italiana quaranta giorni, que significa ‘cuarenta días’. Su uso con los barcos determinó su nombre, aunque no se basa en una razón científica. En la mayoría de las enfermedades el período de incubación es menor a cuarenta días salvo contadas excepciones como la mononucleosis infecciosa o el Kuru.[cita requerida]
En la época actual, el temor a la contaminación al regresar de la Luna (una contaminación interplanetaria) fue el principal motivo de los procedimientos de cuarentena adoptados para el programa de la primera misión del Programa Apolo. Los astronautas y las muestras lunares fueron puestos en cuarentena en el Laboratorio de Recepción Lunar. Igualmente para las muestras de una futura misión de retorno de Marte, existe el protocolo de cuarentena para cualquier muestra proveniente de Marte, que se llevaría a cabo en un laboratorio de bioseguridad de nivel 4, conocido como el Mars Sample Return Receiving Facility (MSRRF).

## Otros usos del término
Por extensión, se usa también en informática para la acción de los antivirus de denegar toda clase de permisos a un fichero para evitar daños en el ordenador pero sin borrarlo, logrando así un mejor funcionamiento.
También se llama cuarentena al posparto o puerperio.

## Arte y cultura
- Destaca la novela de José Saramago Ensayo sobre la ceguera, que posteriormente se plasmó en la película A ciegas, dirigida por Fernando Meirelles.
- La novela de ciencia ficción dura Cuarentena (1992), de Greg Egan, mezcla metafísica con física cuántica.
- En la novela Inferno, de Dan Brown, hace referencia al origen de la palabra, en el extracto: «El número cuarenta —quaranta en italiano— servía de sombrío recordatorio de los orígenes de la palabra “cuarentena”».[9]